# Aubert Ier Grimaldi
Pour les articles homonymes, voir Aubert.
Oberto Grimaldi, en français Aubert Grimaud (vers 1140 – vers 1232), est un amiral de la flotte génoise à Damiette, commissaire de Gênes. Il est le fils de Grimaldo Canella, consul de Gênes, qui s'appellera  par la suite Grimaldo Grimaldi et qui donnera ce nom de Grimaldi à sa descendance

## Biographie
Il a épousé Conradine Spinola (Corradina), fille d'Oberto Spinola et de Sibilla della Volta, dont il eut au moins quatre enfants :
- Grimaldo II (Grimaud) (vers 1170 – après 1257), membre du Conseil de Gênes, consul de Gênes, grand-père de Lanfranco (vers 1230-1293), viguier de Provence, ambassadeur de Gênes, gouverneur de Nice, qui sera la souche des seigneurs de Monaco,
- Ingone (1210-1235),
- Oberto II (avant 1233 – après 1258),
- Niccolo (???? – avant 1258).